# وجه ريحات

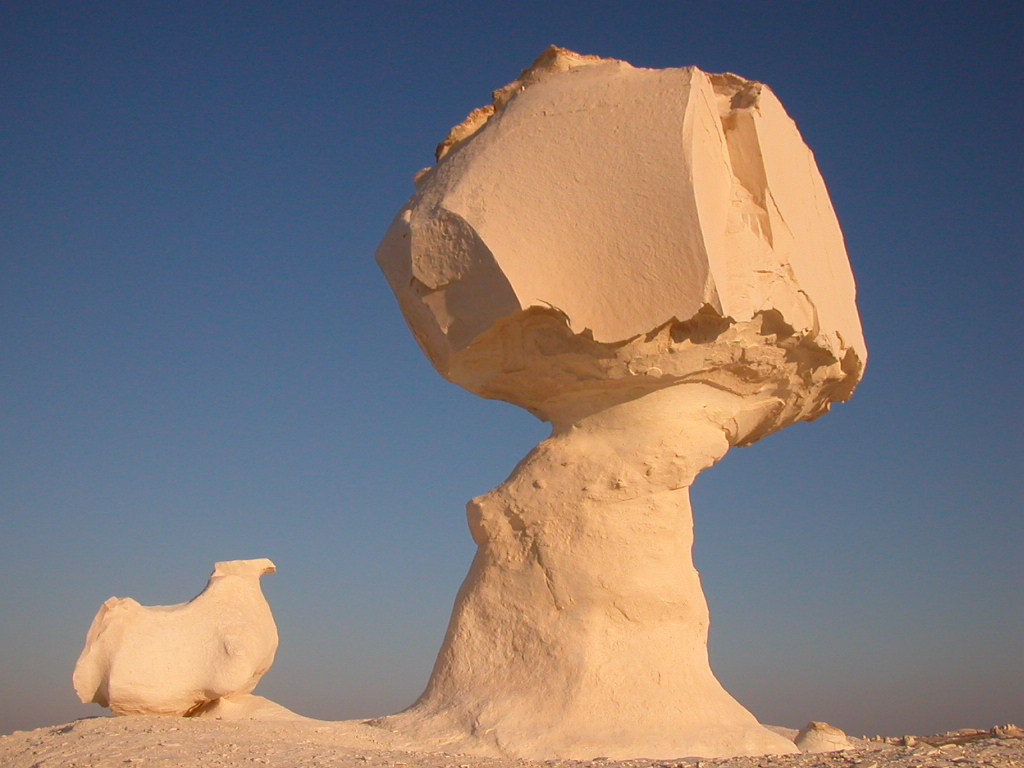
صورة لأحد الحصوات المصقولة في الفرافرة بمصر

الوجه ريحات (بالإنجليزية Ventifact) يطلق عليها أحياناً تعبير الحصوات المنشورية أو الحصوات المشطوفة الأوجه، وتنشأ عن الصقل المستمر لأحد اوجه الحصوات المواجه للرياح السائدة، ممايسهم في كشطها وتأكلها المستمر، ويشير عدد الأوجه المشطوفة إلى عدد إتجاهات الرياح السائدة بالإقليم، فهناك حصوات ثنائية الأوجه، والثلاثية الأوجه.. وقد لوحظ اختلاف تأثر أنواع الصخور بالكشط، فنجد أن الحصوات المكونة من الحجر الجيري سرعان ماتستجيب للصقل، بينما يصمد الصوان لفترات زمنية طويلة نسبياً أمام هجمات الرياح.

## معرض الصور

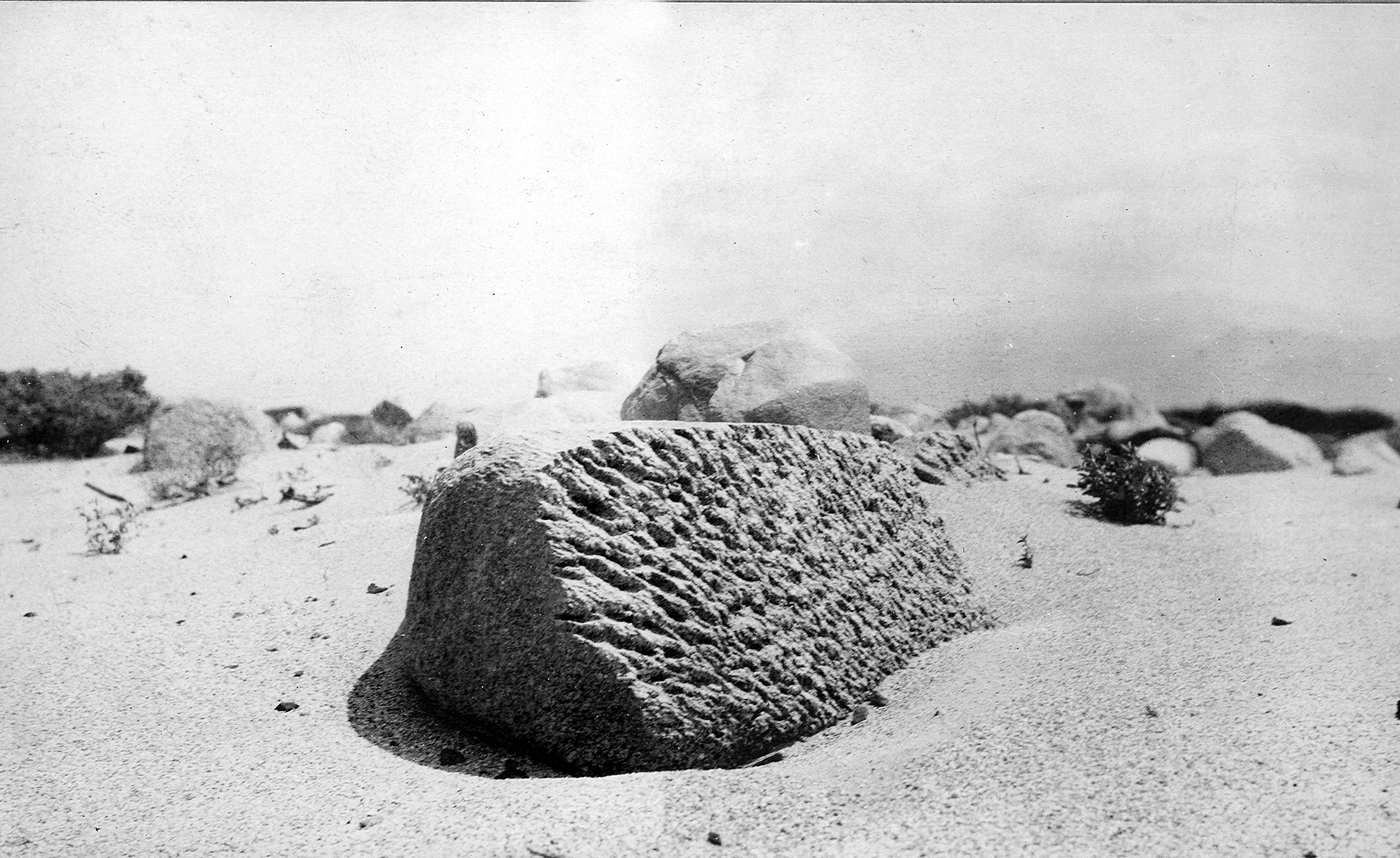
Schist boulder pitted by sand blast near Palm Springs Station, Colorado Desert. Riverside County, California (Mendenhall, 1905)
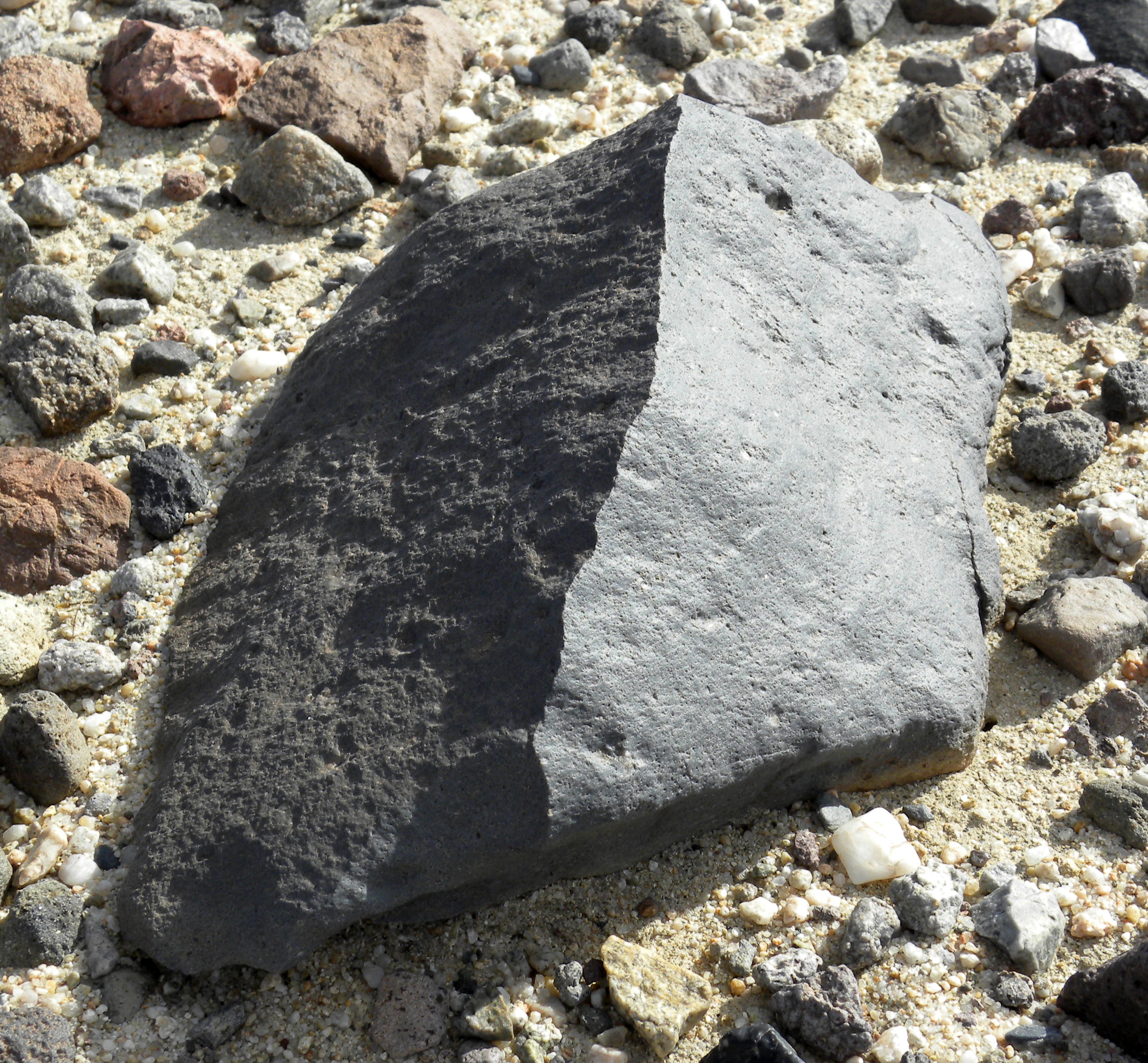
Ventifact from the Mojave Desert near Barstow, California.
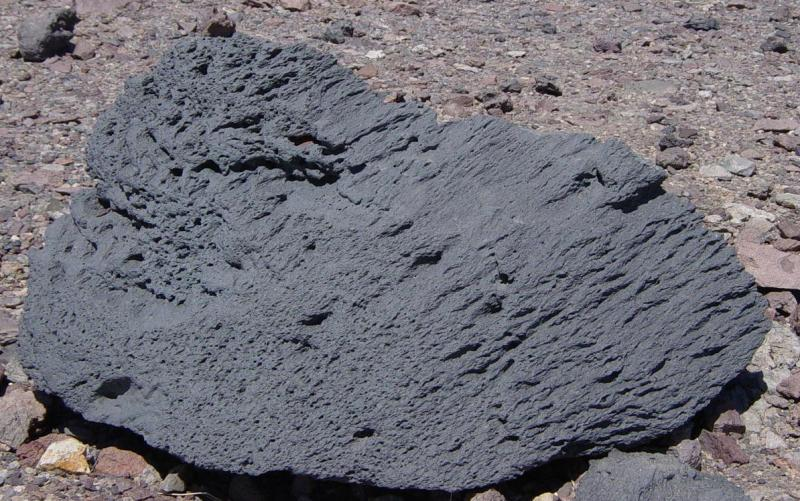
Ventifact at Ventifact Ridge in وادي الموت (Mayer, 2003)
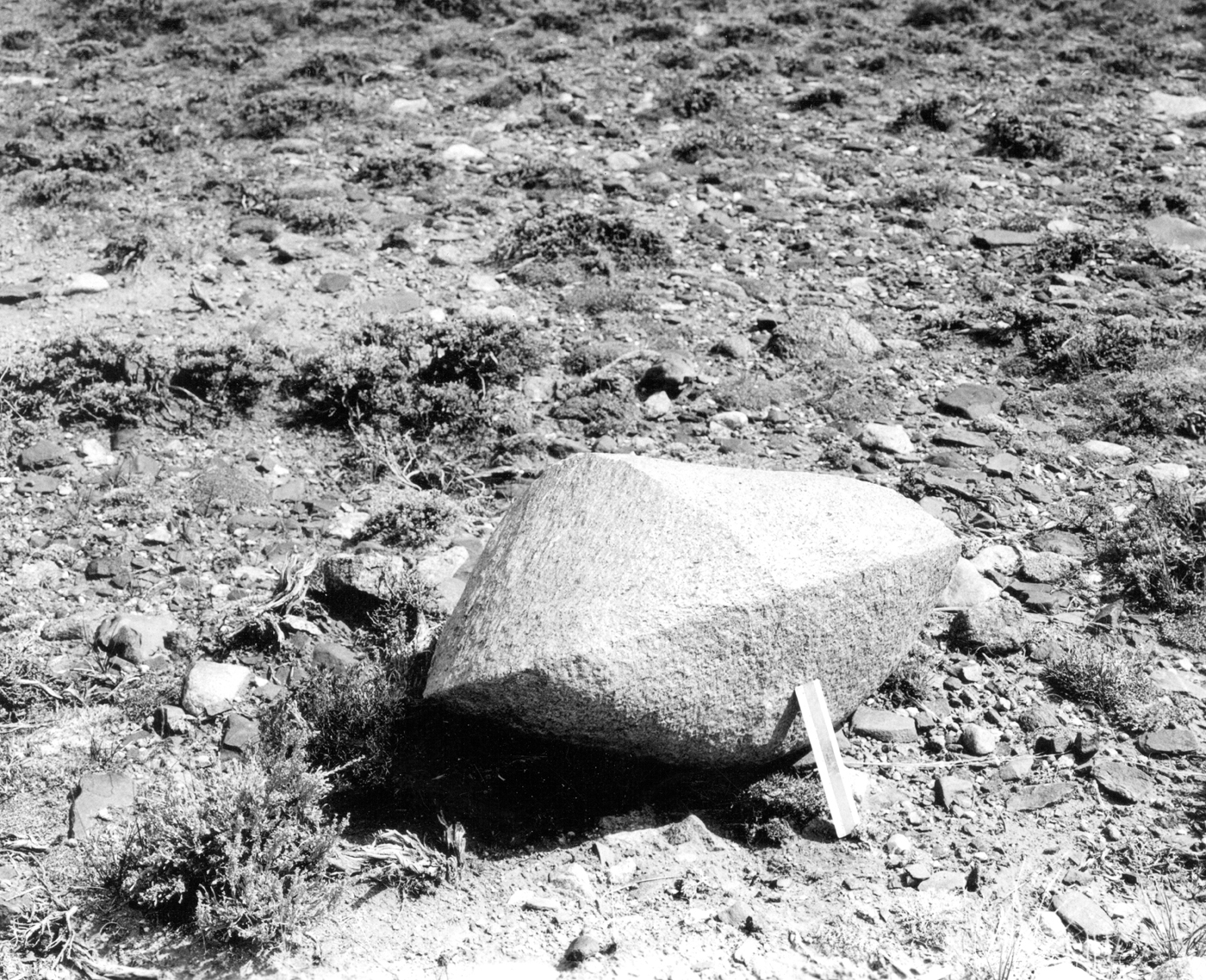
Granite stone polished by windblown sand, Sweetwater County, Wyoming (Bradley, 1930)
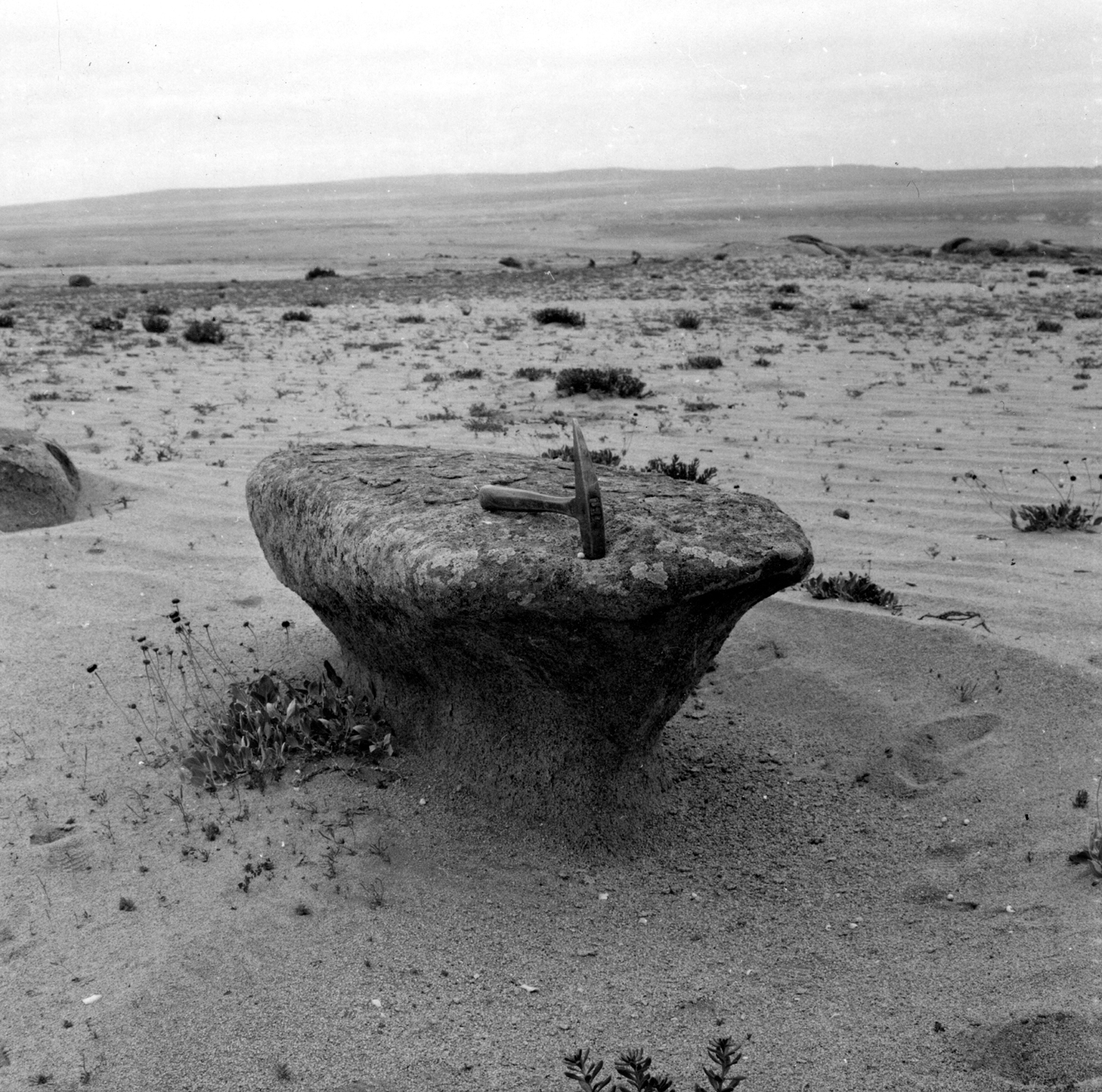
Outcrop of granite that has been undercut by the abrasive action of windblown sand, Llano de Caldera, أتاكاما Province, Chile (Segerstrom, 1962)
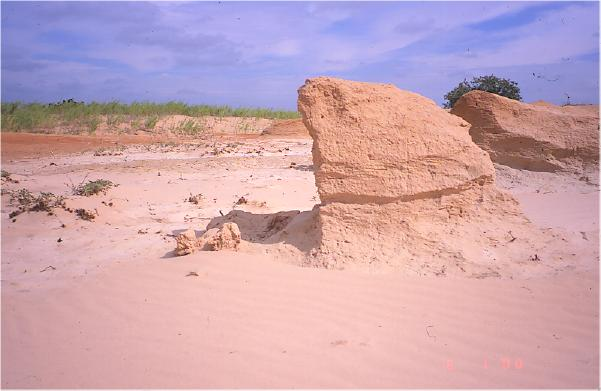
Wind-carved حجر رملي in a كهوف الرياح near مدو (تكساس) (Stout, 2002)
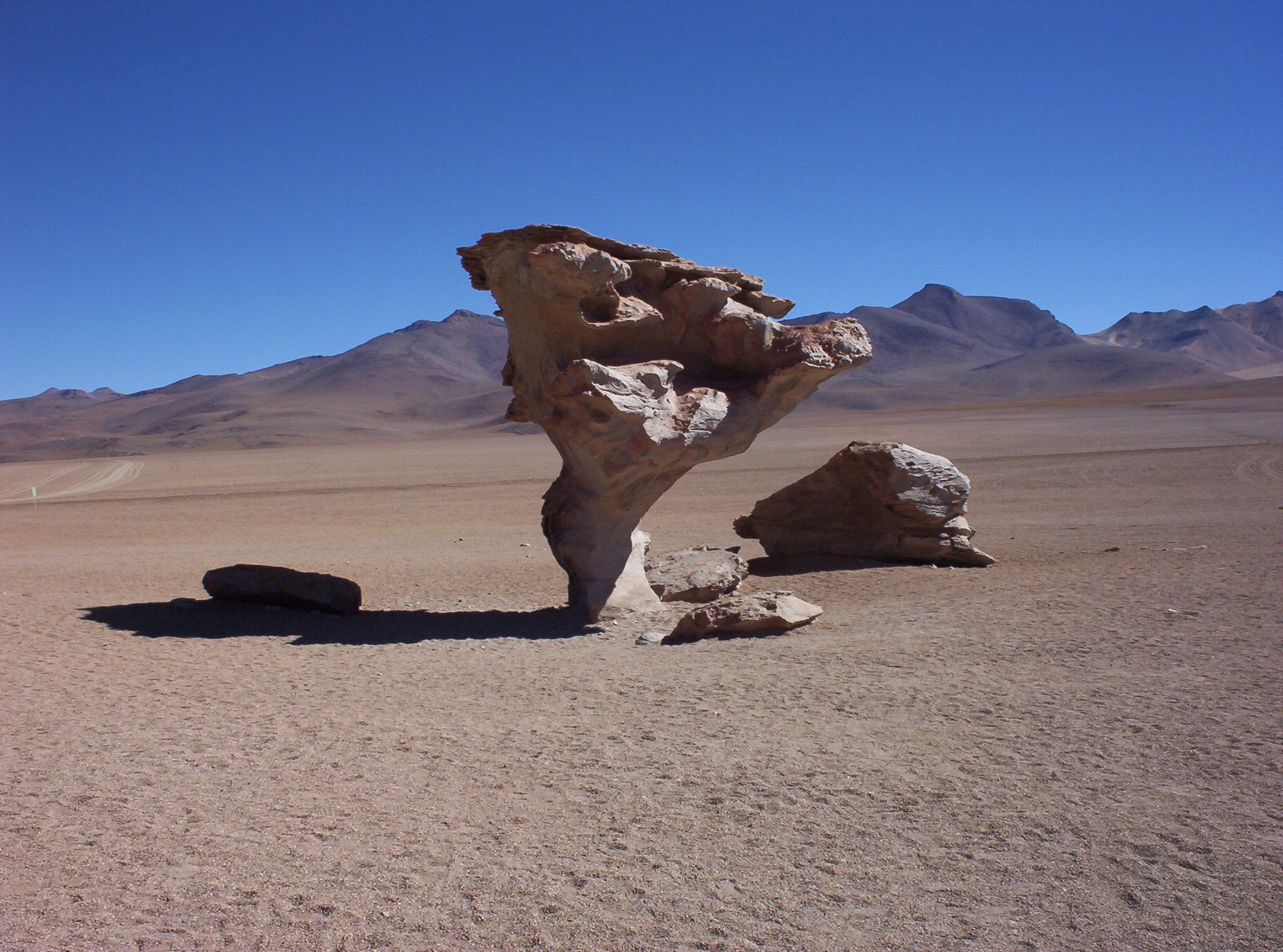
A rock sculpted by wind تعرية in the الألتيبلانو region of بوليفيا (Wilken, 2002)
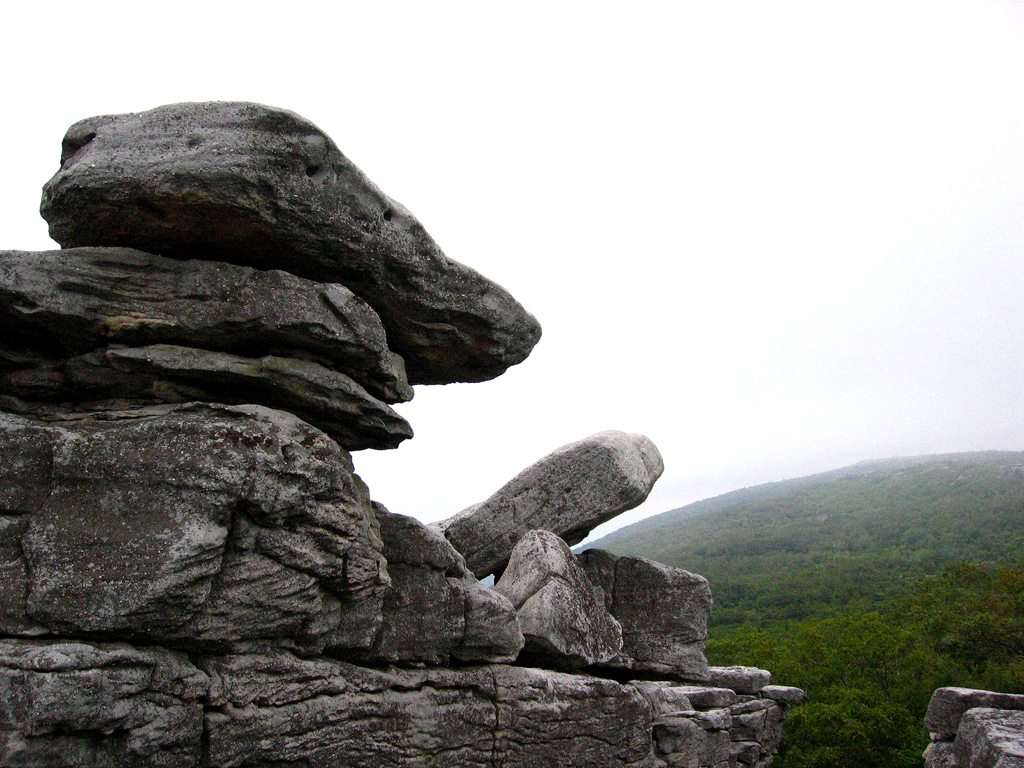
Rock formation carved by high winds at Dolly Sods, فيرجينيا الغربية, USA.[بحاجة لمصدر]